# Mary White (ur. 1948)
Mary White (ur. 24 listopada 1948 w hrabstwie Wicklow) – irlandzka polityk, posłanka do Dáil Éireann w latach 2007–2011, od 2010 do 2011 minister stanu ds. równości, praw człowieka i integracji. Wiceprzewodnicząca  Partii Zielonych.

## Życiorys
Ukończyła studia na Trinity College w Dublinie.
W wyborach samorządowych w 1999 roku wybrana do rady hrabstwa Carlow, w 2004 z powodzeniem ubiegała się o reelekcję. Również w 2004 bez powodzenia kandydowała w wyborach do Parlamentu Europejskiego. W 2007 została wybrana do Dáil Éireann.
Od 2001 pełni funkcję wiceprzewodniczącej Partii Zielonych. 23 marca 2010 w ramach przetasowań w rządzie została mianowana ministrem stanu ds. równości, praw człowieka i integracji. W wyborach parlamentarnych w 2011 nie udało jej się uzyskać reelekcji.
Jest autorką Walkguide to the Blackstairs przewodnika po górach Blackstairs Mountains (razem z Jossem Lynamem) oraz Environment, Mining and Politics – książki opowiadającej o kampanii ekologicznej.
Ma męża i córkę. Obok polityki zajmuje się rolnictwem ekologicznym.